# 死幣-DEATH CASH-
『死幣-DEATH CASH-』（しへい デスキャッシュ）は、2016年7月14日から9月15日まで、TBSテレビの水曜版『テッペン!』・『水ドラ!!』枠（木曜 0時10分 - 0時40分〈水曜深夜〉）で放送されていた日本の連続ドラマである。主演は松井珠理奈。

## あらすじ
大学で経済学を学ぶ南由夏は、妹の小夢から「死幣」にまつわる怪談を聞かされる。「死幣」はお金を欲する人の元に突然届く一万円札の束であり、使ってしまった人は凄惨な死を迎えるという。
ある日、由夏は財津ゼミの同級生である親友、郁美の怪死体を発見してしまう。彼女の部屋には一万円札が散乱していた。お札に描かれた福沢諭吉の両目は、どれも黒いシミで染まっていた…
「死幣」の呪いによって次々と命を落としていくゼミ仲間。由夏は若本刑事と共に、呪いを止めるべく奔走する。

## 登場人物

### 主要人物
南 由夏（みなみ ゆか）〈19→22〉　
演 - 松井珠理奈（SKE48）
七咲学院大学経済学部1年生。父親とは死別、母親の真雪はボランティア団体に所属して南アフリカで働いており、妹の小夢と二人暮らしをしている。大学では財津ゼミで講義を受けるメンバーの一人で、ゼミ仲間である三浦に好意を寄せている。突然頭の中に相手の死のイメージが浮かぶ予知能力を持っているが、それを打ち明けた周囲には気味悪がられており、長らく小夢が唯一の理解者だった。自分でコントロールする事が出来ない予知能力が故に「予知しても何も出来ない自分」に強いコンプレックスを持っている。そんな自分から脱却する事を目的に、自分の能力を理解してくれた若本と共に死幣事件の解決に向けて動き出す。若本には強い信頼を寄せており、次々とゼミ生達が死んでしまう状況で自分に「死幣」が届くことを怖がる本心も吐露している。一方で財津には「自分だけ助かれば良いと思っているのではないか」と厳しい言葉を投げかけられた。
物語が進むにつれて予知能力は弱まっていったが、小夢には「能力を理解し寄り添ってくれる若本との出会いで安心できる時間が増えたからでは」と指摘されている。
「死幣」が届いたゼミ生達は皆死んでしまい、自分が最後の一人となった時に小夢が難病を発病。死の危機に瀕しているところに、小夢の病室のベッドから「死幣」が現れてしまう。苦悩の末、「死幣」で治療に必要な新薬を買うために銀行に振り込む。
小夢の容体が急変した際、モニターの故障などで医療廃棄室に誘い込まれるが、既に呪いの対象は若本へと移っており、若本の命と引き換えに「死幣」の呪いからの生還を果たす。
三年後、警察官となっており、若本への想いを胸に小夢と暮らしている。
若本 猛（わかもと たけし）〈38〉　
演 - 戸次重幸（TEAM NACS）
藤谷警察署の警部補。かつては警視庁の中でも腕利きの刑事であったが、10年前に妹の桜を失った事件をきっかけに現在の部署に転属している。
携帯電話のストラップの飾りは桜が生前使用していたもの。
郁美の死亡現場を担当したことから第一発見者となった由夏に疑いの目を向け、彼女をマークする。しかし、由夏の予知により自らの危機を救われたことがきっかけで彼女の理解者となり、和解。共に死幣事件の解決に向けて動き出す。桜を守れなかった過去を悔いており、由夏に桜の面影を重ね、彼女を「死幣の呪いから助けたい」と単なる協力者として以上の感情を寄せるようになる。
高山から呪いを解く方法を聞き出し、由夏が振り込んだ「死幣」に偽札の疑いをかけて銀行から受け取り、自らが由夏の代わりに小夢の治療に必要な新薬を購入することで呪いを引き受けた。呪いによって医療廃棄室に誘い込まれた由夏を庇い、倒れた点滴台に弾き飛ばされた複数本のメスを背中に受け、命を落とす。
南 小夢（みなみ こゆめ）　　
演 - 清原果耶
由夏の妹。高校1年生。怪談が好きで、由夏に「死幣」にまつわる話をする。稲川淳二のファン。好物は由夏の作るカレーライス。
若本には自宅に来た時から好感を持っており、由夏との仲を応援している。
自宅にあった一万円札を持って買い物に行こうとしていた際に交通事故に遭い入院。事故自体は骨折であったが、検査で「細胞内リン酸化欠乏症候群（通称CPLX）」という難病に罹っていることが判明。治療のためには海外で認可されたばかりの1000万円する新薬が必要と言われる。若本が「死幣」で購入した新薬による治療が行われ、由夏と共に生き残った。
三年後、大学に進学している。

### 七咲学院大学 財津ゼミ
財津 太一郎（ざいつ たいちろう）〈50〉
演 - 筧利夫
七咲学院大学国際経済学の教授。ユーモアのある講義で人気がある。実は「死幣」の虜となり、自らの研究と論文の発表を目的として由夏たちゼミ生8人を「死幣」の呪いに巻き込んだ張本人。10歳の時、莫大な借金を抱えた両親がガス中毒で無理心中を図り、自分だけが生き残ったことから「死幣の謎を解き明かすのは自分の天命」だと語っている。
恋人関係にある真理に余命半年の病気を患っていると打ち明け、真理が自ら病気の治療代として「死幣」を持ってきたことによって真理を殺害してしまい、警察に逮捕される。高山と「江栗馬村の秘密とゼミ生たちは自分が守る」と約束していたが、これを反故にしたことから留置所で高山に殺害された。
三浦 智志（みうら さとし）〈22〉
演 - 山田裕貴
4年生。紳士的な好青年。グラミン銀行のような、貧困層に無担保で融資する仕組みを日本でも実現させたいという理想を掲げているが、理想が先走りし過ぎて就職活動が上手くいかず焦っている。由夏以外の周囲からの評価は低い。面接官に「自分でやってみたらいい」と起業を煽られて金銭を欲していたところ、自宅に「死幣」が現れる。1000万円以上の「死幣」を使って自身の会社「KNIGHT WILL」（ナイト ウィル。騎士の意志の意）を立ち上げる。会社が入る場所に由夏を呼び出し、彼女に告白するが、会社の象徴の騎士の像が持っていた剣に頭部を切り裂かれたことによる外傷性ショックで死亡する。
川辺 雄大（かわべ ゆうだい）〈21〉　
演 - 白洲迅
3年生。陸上部のやり投選手。スポーツ特待生として入学したが、不調に陥っている。郁美と交際していたが、練習に打ち込むために別れた。この際、口実として「お前の顔が嫌いだ」と言ってしまい、郁美にコンプレックスを抱かせてしまう。世界選手権に向けての強化合宿の参加メンバーに自分より成績の悪い筒井が自費参加という形で選ばれ、自分は引退を示唆されたことから金銭を欲するようになる。部室のロッカーから現れた「死幣」120万円を使って強化合宿の参加メンバーに選ばれたが、参加するための記録会で別方向から飛んできたハンマー投のハンマーに倒された槍立台から投げ出された数本の槍に刺されたことによる心臓刺傷で死亡。
萩森 一恵（はぎもり かずえ）〈19〉　
演 - 吉岡里帆
1年生。由夏、郁美とは高校時代からの友人。家庭は貧窮しており、精神を病んだ母親の夕美子と幼い弟の浩太を養うために、家族の大黒柱として学生生活の傍らアルバイトで家計を支えている。アルバイトをクビになり、残りわずかな貯金を引き出したところにコンビニエンスストアのATMから現れた「死幣」を受け取る。死幣は食費や弟の給食費、自分の洋服代、夕美子の介護施設の入居費用（450万〜500万円）に使われた。夕美子の入居の日、彼女が落とした口紅を拾い上げたところに走ってきた介護施設のワゴン車に轢かれたことによる心臓大動脈損傷で死亡。
林 絵里菜（はやし えりな）〈19〉
演 - 川栄李奈
1年生。スピリチュアルなものに傾倒しており、タロットや水晶玉などを多く購入している。ゼミ生がどんどん死んでいくことに怯えて信頼する占い師に相談したところ、助かる方法として高額な水晶を提示され、自宅のタンスから現れた「死幣」でこれを購入した。ゼミ室のロッカーの上に置かれていた招き猫が落下して後頭部にぶつかった衝撃で前のめりになり、手に持っていた水晶が首に突き刺さったことによる延髄損傷で死亡する。
灰谷 源（はいたに げん）〈19〉
演 - 葉山奨之
1年生。株取引などで資産運用も行っている投資家。傲慢な性格で、言動は他者を見下すものが多い。「ギャンブラーは大きく勝つためにあえて負けることがある」という財津のアドバイスを受け、株取引でわざと1億円の損失を出して自らのもとに「死幣」が来るように仕向けた。「死幣」の裏をかく手段として、自宅に届いた1000万円の「死幣」を電子マネーに変換することで呪いから逃れようと画策する。電子マネー化された「死幣」は株取引の他、出前の食事代に使われたが、食べ物が不味いと、ほとんど手をつけない状態で次々と出前を頼んでいた。パソコンが不可解な挙動を起こした後にリクライニングチェアから身動きできない状態にさせられ、出前した食べ物に襲われて最後はパスタを口いっぱいに放り込まれて窒息死した。
上野 真理（うえの まり）〈20〉
演 - 中村ゆりか
2年生。冷淡なところがあり、由夏たちとはあまり積極的には関わっていない。本名は高末 真理（たかすえ まり）だが、大学入学時に家を出て旧姓の上野を名乗っている。金にものを言わせる高慢な母の千尋への反発から「人は金を持つと醜くなる」と思っており、家を出た後はアパートで一人暮らしをしながらアルバイトをしていた。「死幣」の存在を聞かされても「お金で欲しいものは何もないから死幣を使うことはありえない」と言っていたが、恋人関係にあった財津が病気であると知ると金を集めようと奔走するようになる。千尋にまで拒絶されて絶望していたところ、自宅の畳の下から「死幣」が出現。財津のもとに「死幣」を持っていくが、迫ってきた照明から身をよけようと体勢を崩した財津が持っていた万年筆が首元に突き刺さり死亡する。真理は「死幣」で買うものは「財津の愛」としていた。
橘 郁美（たちばな いくみ）〈19〉　　
演 - 西田麻衣
1年生。由夏、一恵とは高校時代からの友人。ゼミ合宿の際に焼け焦げた一万円札を拾っており、後に死幣事件最初の犠牲者となる。かつて川辺と交際していたが破局。この際に「お前の顔が嫌いだ」と言われてしまい、綺麗になろうと「死幣」で高額な美容器具、化粧品、アクセサリーなどを購入し、300万円する整形手術の予約も入れていた。ネックレスで首を吊っている状態で遺体が発見される。その顔は美容器具による火傷で爛れていた。

### 警察
茅原 伊織（ちはら いおり）
演 - 柚希礼音
死幣事件を捜査する若本を監視するために、警察庁から赴任してきた監察官。「死幣」の存在を認めていない。
田畑 忍（たばた しのぶ）
演 - 平埜生成
藤谷警察署の刑事。若本の捜査をサポートする。
高山 潔（たかやま きよし）
演 - 菅原大吉
内江田町の駐在。由夏と若本が内江田町に来た際に、前任者から聞いた話として旧江栗馬村の連続事故死事件を伝える。後に辞令により監察室係員として藤谷警察署に赴任、伊織のサポートに着く。一見温厚であるが、勤務中にラジオで競馬の番組を聴くふてぶてしさを見せる。
その正体は新たな戸籍を得た小寺雄一（後述）。夏子への贖罪のため、江栗馬村の秘密を守り「死幣」の呪いを止めようとしていた。約束を破った財津を殺害し、若本に罪を着せようと図り、内江田町に来た若本を監禁する。留置所から盗聴器が発見されたことから伊織にラジオでの盗聴を疑われ、財津殺害の罪と若本への監禁暴行の現行犯で逮捕される。

### 内江田町（旧江栗馬村）
山添 夏子（やまぞえ なつこ）
演 - 岡野真也
30年前の江栗馬村の村民。死幣の呪いの発祥に深く関わる女性。早くに両親を亡くしていたが、女優になるという夢があり、明るい性格で人気があった。村長の息子である雄一と結婚することになっていたが、女優という夢を諦めきれずに上京。しかし女優として成功せず、水商売で知り合った客と結婚。結婚後は夫からの暴力や、借金の取り立てに怯える日々だった。無理心中を強いられたのをきっかけに、春菜（はるな）・秋穂（あきほ）という二人の娘を連れて江栗馬村に帰って来る。しかし、「勝手に村を出て行って勝手に子供を作った者」として村長以下村人たちにを村八分状態にされ、頼りにしていた七里も受けられず、最期は母娘三人で餓死しているのが発見される。
死後、江栗馬村のお金が全て呪われ、村人達が次々と死んでいく連続事故死事件が発生する。
山岡 紫乃（やまおか しの）
演 - 木野花
内江田町の町民。旧江栗馬村の村民で、連続事故死事件では重傷を負いながらも一命を取り留めた。夏子の母親とは親友で、自らが子に恵まれなかったこともあって両親を亡くした夏子を実の娘のように可愛がり、生前の夏子も紫乃を母のように慕っていたが、村長からの脅迫によって生活に困窮する夏子への表立った支援はできなかった。
小寺 雄一（こでら ゆういち）
演 - 松澤傑
30年前の江栗馬村の村民で、村長の息子。夏子と結婚の約束をしていたが、夏子が村を出たために別の女性と結婚し、子供をもうける。夏子を心から愛しており、彼女が自分との結婚を反故にして村を出てもその想いは変わらなかったが、父親に逆らうことができなかった。そのために彼女とその二人の娘を見殺しにしたことに罪悪感を抱いている。連続事故死事件では自分に届いた「死幣」を父親に使われたことで呪いから逃れており、村人たちに「死幣」を焼くように命じているが、消息不明になりそのまま捜査が打ち切られた。戸籍上では死亡扱いとなっている。その後については前述の高山潔を参照。

### ゲスト
第1話
街頭インタビューの男
演 - 森永卓郎
面接官
演 - 小森谷徹

第2話
宮内 博
演 - 森脇健児
七咲大学陸上部のやり投の監督。
筒井陽一
演 - 大和孔太
川辺と同じ陸上部のやり投の選手。嫌味で陰湿な性格で川辺を敵視している。120万円を支払って強化合宿の自費参加権を得た。
稲川 淳二
演 - 本人
小夢が見ているテレビ番組「稲川淳二の怪談ナイト」のビデオの中に登場。怪談で死幣の話をする。
稲川はスポット映像のナレーションも担当している。

第3話
萩森夕美子
演 - 中島ひろ子
一恵の母。精神を病んでいる。
萩森浩太
演 - 高村佳偉人
一恵の弟。小学3年生。

第5話
江栗馬村村長
演 - 横田栄司
嫌味で陰湿な性格で自分の息子との結婚の約束を反故にして村を出た夏子に嫌がらせを行い、彼女とその幼い娘二人を餓死に追い込んだ非情な人物。
息子の雄一に届いた「死幣」を奪って草刈り機を購入。その翌日、草刈り機で顔をえぐられて惨死する。　
福島 耕司
演 - オクイシュージ
江栗馬村役場職員。村長の手先となって夏子を餓死に追い込んだ村人達の代表的な人物。
春菜（はるな）
演 - 山﨑香歩
山添夏子の娘のひとり。喘息の持病がある。
雑誌記者
演 - 長沢裕
夏子の同級生
演 - 目黒清華（SBC信越放送アナウンサー）

第6話
高末千尋
演 - 田中美奈子（7話にも出演）
真理の母。夫（真理の実父）を捨てて、高末建設の社長と再婚した。家を出た真理を連れ戻そうとする。
上記の経緯から娘を始めとした周囲からの評価は悪い。本人の言葉から真理の実父と一緒に居た頃に金銭で苦労させられた事が窺われる。男の為に自分に縋りつつも父親の事で自分を非難する事を止めない娘を突き放す。
看板を吊り上げていた男性
演 - 小林文也
第8話
紗千香、玲奈
演 - 永井理子（紗千香）、莉音（玲奈）
小夢の友人。

第9話
若本 桜（わかもと さくら）
演 - 桜井美南
若本の妹。10年前に身代金目的の事件に巻き込まれ、犯人に殺害された。
第10話
母親
演 - 内田慈
幼い子供を連れて路頭に迷っていた女性。持っていたリュックに「死幣」が出現する。

## 作中設定・用語
死幣（しへい）
都市伝説や怪談にも登場する、呪われた一万円札紙幣。どうしようもなくお金が欲しい人の所に突然届くが、使用すると紙幣の福沢諭吉の両目の部分から黒いシミが湧くようになる。死幣を使用した者は使用したものまたはそれに関連するものによって事故死や自殺に見せかけるような形で凄惨な死を遂げるとされる。死幣の出現の仕方は明らかに不自然なものであり、使用しないことこそが唯一の回避策とされる。また、死幣が届いた者に代わって別の者が死幣を使うと呪いは届いた者から使った者に移る。
（例）人物甲に死幣が届く→人物乙がこの死幣を使う→甲への呪いは解かれる→乙が呪いで死亡する
死幣事件
由夏たち財津ゼミの学生8人が「死幣の呪い」に襲われた一連の事件。実態は、財津が金に執着のあった8人のゼミ生を使った「実験」として、彼（女）らに死幣が届くように半ば計画的に仕向けたものであった。警察は自殺あるいは事故死で処理しており、真理が財津に殺害された事件は別件扱いしている。若本は「（死幣の呪いによる）連続不審死事件」として独自で捜査していたが、これに対して警察は違法捜査の疑いで、若本と旧知の伊織を監察官として派遣する。最終的に7人のゼミ生と、最後に残った由夏の呪いを引き受けた若本が死亡して事件は終息した。
江栗馬村（えぐりばむら）
長野県にあった架空の村。1986年、山添夏子の死後に発生した連続事故死事件で山岡紫乃と小寺雄一を除く村人全員が死亡したことにより廃村。翌年に内江田町（うちえだちょう、架空の町）に吸収合併される。村に伝わるわらべ歌があり、唯一の生存者である紫乃が内江田町の子供達に歌い継いでいる。財津ゼミの合宿は旧江栗馬村で行われており、これが全ての悲劇の始まりとなる。
七里（しちり）
江栗馬村に伝わっていた風習。村人が積み立てたお金を、貧窮や祝い事などでお金が必要な人が出てきた際に、協議のうえで配分するという独自の相互扶助護システム。

## スタッフ
- 脚本 - 吉田海輝、美濃部達宏、吉田真侑子
- 構成 - 美濃部達宏
- 演出 - 渡瀬暁彦、川嶋龍太郎、東仲恵吾
- 音楽 - 大間々昂
- 主題歌 - SKE48「金の愛、銀の愛」（avex trax）
- プロデューサー - 伊藤雄介、植田春菜[注 6]
- 製作著作 - TBS

## 放送日程
| 各話   | 放送日  | サブタイトル       | 脚本                | 演出       |
| ------ | ------- | ------------------ | ------------------- | ---------- |
| 第1話  | 7月14日 | 呪われたお金・死幣 | 吉田海輝            | 渡瀬暁彦   |
| 第2話  | 7月21日 | 死の連鎖、スタート | 美濃部達宏          | 渡瀬暁彦   |
| 第3話  | 7月28日 | 呪いの仕組み       | 吉田海輝 美濃部達宏 | 渡瀬暁彦   |
| 第4話  | 8月04日 | 死幣、誕生の村     | 吉田海輝            | 川嶋龍太郎 |
| 第5話  | 8月11日 | 呪いの原点         | 吉田海輝 吉田真侑子 | 川嶋龍太郎 |
| 第6話  | 8月18日 | 次なるターゲット   | 美濃部達宏          | 渡瀬暁彦   |
| 第7話  | 8月25日 | 愛は血であり、命   | 美濃部達宏          | 東仲恵吾   |
| 第8話  | 9月01日 | 呪いの本質         | 吉田真侑子          | 東仲恵吾   |
| 第9話  | 9月08日 | 呪いを解く鍵       | 美濃部達宏          | 渡瀬暁彦   |
| 最終話 | 9月15日 | 呪いが解かれる時   | 吉田真侑子          | 渡瀬暁彦   |

## ネット局と放送時間
| 放送対象地域   | 放送局                | 系列    | 放送期間                       | 放送日時                     | 備考       |
| -------------- | --------------------- | ------- | ------------------------------ | ---------------------------- | ---------- |
| 関東広域圏     | TBSテレビ（TBS）      | TBS系列 | 2016年7月14日 - 9月15日        | 木曜 0:10 - 0:40（水曜深夜） | 製作局     |
| 北海道         | 北海道放送（HBC）     | TBS系列 | 2016年7月14日 - 9月15日        | 木曜 0:10 - 0:40（水曜深夜） | 同時ネット |
| 岩手県         | IBC岩手放送（IBC）    | TBS系列 | 2016年7月14日 - 9月15日        | 木曜 0:10 - 0:40（水曜深夜） | 同時ネット |
| 宮城県         | 東北放送（TBC）       | TBS系列 | 2016年7月14日 - 9月15日        | 木曜 0:10 - 0:40（水曜深夜） | 同時ネット |
| 福島県         | テレビユー福島（TUF） | TBS系列 | 2016年7月14日 - 9月15日        | 木曜 0:10 - 0:40（水曜深夜） | 同時ネット |
| 静岡県         | 静岡放送（SBS）       | TBS系列 | 2016年7月14日 - 9月15日        | 木曜 0:10 - 0:40（水曜深夜） | 同時ネット |
| 愛媛県         | あいテレビ（itv）     | TBS系列 | 2016年7月14日 - 9月15日        | 木曜 0:10 - 0:40（水曜深夜） | 同時ネット |
| 熊本県         | 熊本放送（RKK）       | TBS系列 | 2016年7月21日 - 9月22日        | 木曜 0:55 - 1:25（水曜深夜） | 遅れネット |
| 岡山県・香川県 | 山陽放送（RSK）       | TBS系列 | 2016年7月23日 - 9月24日        | 土曜 1:55 - 2:25（金曜深夜） | 遅れネット |
| 近畿広域圏     | 毎日放送（MBS）       | TBS系列 | 2016年8月4日 - 10月6日         | 木曜 1:54 - 2:25（水曜深夜） | 遅れネット |
| 長野県         | 信越放送（SBC）       | TBS系列 | 2016年8月4日 - 9月24日         | 土曜 2:55 - 3:25（金曜深夜） | 遅れネット |
| 福岡県         | RKB毎日放送（RKB）    | TBS系列 | 2016年8月16日 - 10月18日       | 火曜 2:03 - 2:33（月曜深夜） | 遅れネット |
| 青森県         | 青森テレビ（ATV）     | TBS系列 | 2016年9月6日 - 11月8日         | 火曜 0:43 - 1:13（月曜深夜） | 遅れネット |
| 山口県         | テレビ山口（tys）     | TBS系列 | 2016年10月21日 - 12月23日      | 金曜 1:12 - 1:42（木曜深夜） | 遅れネット |
| 鳥取県・島根県 | 山陰放送（BSS）       | TBS系列 | 2016年10月31日 - 2017年1月23日 | 月曜 0:50 - 1:20（日曜深夜） | 遅れネット |

## WEB展開
Yahoo!検索
放送開始一週間前の7月6日からスマートフォン版のYahoo!で「死幣」と検索すると、「手にした者は不可解な死を遂げるという呪われたお金「死幣」をさらに調べますか？」と表示され、「調べる」を選択すると、死幣についての検索結果を調べている最中に何者かから電話がかかってくるという動画を配信。ドラマの展開に応じて動画の内容もその都度変更された。
| 配信期間          | 発信者                                         |
| ----------------- | ---------------------------------------------- |
| 7月06日 - 7月28日 | 萩森一恵（吉岡里帆）                           |
| 7月28日 - 8月18日 | 非通知。動画に登場するのは山添夏子（岡野真也） |
| 8月18日 - 9月01日 | 若本 猛（戸次重幸）                            |
| 9月01日 - 9月14日 | 南 由夏（松井珠理奈）                          |

ニコニコ生放送
ニコニコ生放送では以下の関連番組が配信された。
- 松井珠理奈初主演ドラマ「死幣」一万人限定試写会（2016年7月9日） - 第1話の配信
- SKE48松井珠理奈初主演ドラマ「死幣」放送直前SP（2016年7月13日） - 財津ゼミの学生役8人が出演した直前特番
- SKE48松井珠理奈「死幣」1〜5話見逃し一挙（2016年8月16日） - 直前特番の再放送と、第1～5話の配信

Twitter
番組公式のTwitterで、2016年9月14日0:10から9月15日0:00の間、10分毎にオフショットをツイートする企画が行われた。

## 関連商品
死幣-DEATH CASH- DVD-BOX・Blu-ray BOX
発売元：TBS、販売元：TCエンタテインメント
2016年12月9日発売。
TBS系 テッペン!水ドラ!!「死幣-DEATH CASH-」オリジナル・サウンドトラック
レーベル：Anchor Records
2016年9月7日発売。
ノベライズ『死幣-DEATH CASH-』
発行：扶桑社　ノベライズ：百瀬しのぶ（ISBN 4594075525）
2016年9月9日発売。